# Бакхорн (Њу Мексико)
Бакхорн (енгл. Buckhorn) насељено је место без административног статуса у америчкој савезној држави Њу Мексико.

## Демографија
По попису из 2010. године број становника је 200.
| Група             | 2000.    | 2010.       |
| Белци             | 0 (0,0%) | 177 (88,5%) |
| Афроамериканци    | 0 (0,0%) | 0 (0,0%)    |
| Азијати           | 0 (0,0%) | 0 (0,0%)    |
| Хиспаноамериканци | 0 (0,0%) | 16 (8,0%)   |
| Укупно            | 0        | 200         |